# Peacemaker (phim truyền hình)
Peacemaker là bộ phim truyền hình trực tuyến của Mỹ thuộc thể loại siêu anh hùng được tạo ra bởi James Gunn và được phát sóng độc quyền trên nền tảng chiếu phim trực tuyến HBO Max, được dựa trên nhân vật Peacemaker của DC Comics. Đây là bộ phim truyền hình đầu tiên của Vũ trụ Mở rộng DC (DCEU - Extended Universe) đồng thời cũng là phần ngoại truyện của bộ phim điện ảnh Suicide Squad: Điệp vụ cảm tử (2021). Lấy bối cảnh sau sự kiện của Suicide Squad: Điệp vụ cảm tử, phim sẽ là hành trình giúp người xem khám phá nguồn gốc của nhân vật Peacemaker, kẻ sẽ bất chấp làm mọi thứ thậm chí cả giết người để có được sự hòa bình mà hắn tin tưởng. Phim được sản xuất bởi Troll Court Entertainment và The Safran Company phối hợp cùng với DC Films và Warner Bros. Television với vị trí sản xuất sẽ do James Gunn cầm trịch.
John Cena sẽ tiếp tục trở lại vai diễn nhân vật tiêu đề từ phần phim Suicide Squad: Điệp vụ cảm tử. Bên cạnh đó, phim còn có sự tham gia diễn xuất của các diễn viên khác bao gồm Danielle Brooks, Freddie Stroma, Chukwudi Iwuji, Jennifer Holland, Steve Agee và Robert Patrick. Tám tập của phim được chấp bút bởi James Gunn trong quá trình sản xuất Suicide Squad: Điệp vụ cảm tử khi đang xảy ra đại dịch COVID-19, trước cả khi HBO Max chính thức đặt mua Peacemaker vào tháng 9 năm 2020. Địa điểm quay của phim là Vancouver, Canada từ tháng 1 đến tháng 7 năm 2021 với năm tập đầu tiên do chính James Gunn ngồi vào ghế đạo diễn.
Peacemaker chính thức được công chiếu trên nền tảng HBO Max vào ngày 13 tháng 1, 2022 với ba tập đầu.Và sẽ phát sóng đều đặn một tập vào thứ Năm hàng tuần đến ngày 17 tháng 2. Ngoài ra, phim nhận được rất nhiều phản ứng tích cực từ các nhà phê bình.

## Cốt truyện
Lấy bối cảnh sau sự kiện của Suicide Squad: Điệp vụ cảm tử, phim sẽ là hành trình đi sâu vào nguồn gốc của nhân vật Peacemaker và các nhiệm vụ trong tương lai của anh.

## Diễn viên

### Nhân vật chính
- John Cena thủ vai Christopher Smith / Peacemaker: Một tên sát thủ nhẫn tâm, kẻ sẽ luôn làm bất cứ giá nào để đạt được thứ hòa bình mà hắn tin tưởng. Nhà sản xuất James Gunn đã miêu tả nhân vật này là một tên "siêu anh hùng kiêm siêu phản diện khốn nạn lớn nhất thế giới".[1]
- Danielle Brooks thủ vai Leota Adebayo: Thành viên mới nhất của một đội giao nhân da màu mang tên "Project Butterfly", con gái của Amanda Waller.[3] James Gunn chia sẻ rằng đây là một trong những nhân vật chính của phim với một quan điểm chính trị khác biệt so với Peacemaker.[4]
- Freddie Stroma thủ vai Adrian Chase / Vigilante: Một tên tội phạm tự xưng với tội danh giết người và thần tượng Peacemaker. Việc xây dựng các mục tiêu để luyện tập với Peacemaker của nhân vật này được lấy cảm hứng từ thời thơ ấu của James Gunn tại Missouri, nơi mà anh và bạn bè của mình sử dụng chất nổ để làm nổ tung nhiều thứ khác nhau.[5] Ban đầu, nhân vật này được thủ vai bởi Chris Conrad nhưng về sau vai diễn này đã được giao lại cho Freddie Stroma vì trong quá trình sản xuất, cả hai đã gặp mâu thuẫn với nhau trong việc sáng tạo, chỉ đạo của nhân vật.[6][7]
- Chukwudi Iwuji thủ vai Clemson Murn: Thủ lĩnh của Project Butterfly, người nhận lệnh trực tiếp từ Waller.[8]
- Jennifer Holland thủ vai Emilia Harcourt: Một đặc vụ của A.R.G.U.S. được Waller chỉ định cho Project Butterfly.[6] Gunn đã nhấn mạnh rằng mặc dù nhân vật này sẽ kết hợp với Peacekamer nhưng Harcourt lại không thấy bản thân có mối quan hệ lãng mạn với anh, ít nhất là từ "góc nhìn quan điểm của cô" và điều này đã khiến cặp đôi có một mối quan hệ phức tạp.[5]
- Steve Agee thủ vai John Economos: Một đặc vụ của A.R.G.U.S., người có nhiệm vụ cung cấp những hỗ trợ về chiến thuật cho Project Butterfly.[9]
- Robert Patrick thủ vai August "Auggie" Smith / White Dragon: Người cha phân biệt đối xử của Peacemaker, người luôn cung cấp cho anh những món đồ công nghệ để thực hiện nhiệm vụ.[2][6]

### Nhân vật phụ
- Annie Chang thủ vai Sophie Song: Nhân viên cảnh sát của Evergreen, người đang ra sức điều tra về những trò hề gần đây của Peacemaker.[8]
- Lochlyn Munro thủ vai Larry Fitzgibbon: Người cảnh sát đồng nghiệp của Song.[8]
- Elizabeth Ludlow thủ vai Keeya: Vợ của Adebayo.[10]
- Rizwan Manji thủ vai Jamil: Người canh gác làm việc tại bệnh viện mà Peacemaker được đưa vào để điều trị.[10]
- Alison Araya thủ vai Amber: Một công dân của Evergreen và là vợ của Evan.[11]
- Lenny Jacobson thủ vai Evan: Một công dân của Evergreen và là chồng của Amber.[11]
- Nhut Le thủ vai Judomaster: Một vệ sĩ làm việc cho Thượng nghị sĩ Royland Goff.[12]
- Antonio Cupo thủ vai Royland Goff: Thượng nghị sĩ của Hoa Kỳ, người đang nắm quyền điều hành Butterfly.[13]

Ngoài ra, phim có còn sự tham gia của Christopher Heyerdahl trong vai Captain Locke, và Dee Bradley Baker lồng tiếng cho Eagly, thú cưng đại bàng của Peacemaker. Viola Davis sẽ tiếp tục xuất hiện trở lại vai diễn Amanda Waller của cô trong vai trò vai diễn khách mời.

## Phát hành
Peacemaker sẽ phát sóng đầu tiên trên nền tảng HBO Max vào ngày 13 tháng 1, 2022. Năm tập còn lại sẽ lần lượt phát hành hàng tuần đến ngày 17 tháng 2, 2022. Phim cũng sẽ được ra mắt tuyến tính trên HBO vào ngày 15 tháng 1 cùng năm.

## Tiếp nhận
Trên trang tổng hợp đánh giá Rotten Tomatoes, phim tích cực nhận được 94% cà chua tươi tương đương với 7.5/10 dựa trên 53 bài đánh giá. Những đánh giá quan trọng của trang web đều đồng thuận nhận xét rằng "John Cena vẫn giữ vững phong độ trong vai diễn Peacemaker của mình, dẫn đầu một khoảng thời gian tuyệt vời cho biên kịch kiêm đạo diễn James Gunn toàn quyền điều khiển lá cờ kỳ dị của anh tung bay." Trên trang Metacritic, phim cũng thành công nhận về một điểm số khá tốt là 69 trên 100 với 24 bài nhận xét từ các nhà phê bình, "cho thấy các bài đánh giá đều mang xu hướng thuận lợi".
Với ba tập đầu tiên, IGN đánh giá bộ phim 8 trên 10 với nhận xét rằng "Buổi công chiếu ba tập đầu tiên đã mang đến một phương án gỡ rối đầy ngu ngốc về chủ nghĩa cảnh giác" đồng thời cũng khen ngợi màn trình diễn và sự hài hước của dàn diễn viên. Tờ The Guardian cho ba tập đầu tiên số điểm là 3 trên 5 và viết rằng "Nhân vật từ Suicide Squad của James Gunn đã có được những loạt phim riêng trên HBO Max với các kết quả lẫn lộn nhưng lại là một màn trình diễn trung tâm đầy chiến thắng."